# Lagopède
Lagopus
Genre
Lagopus est un genre d'oiseaux de l'ordre des galliformes appartenant à la sous-famille des Tetraoninae. Elle est constituée de quatre espèces de lagopèdes. Des noms usuels sont « perdrix », « poule des neiges » ou « ptarmigan ».

## Habitat
Le lagopède se plaît en altitude, où se mêlent pierres éparses et herbe rase, entre 1 800 et 3 000 m, ou en milieu arctique.

## Comportement et reproduction
Le lagopède préfère la marche plutôt que le vol. Ce n'est que face au danger qu'il s'envole, et uniquement sur de courtes distances.
Le lagopède est monogame. Au printemps, les couples se forment et défendent leurs territoires respectifs. L'accouplement a lieu en juillet. Au bout de 21 à 24 jours d'incubation, les poussins éclosent. Ils sont capables de voler au bout de 15 jours. À 3 mois, le jeune a atteint sa taille adulte.

## Liste des espèces
D'après la classification de référence du Congrès ornithologique international (ordre phylogénique), dans la version 14.2 de 2024, ce genre est représenté par 4 espèces :
- Lagopus leucura (Richardson, 1831) – Lagopède à queue blanche
- Lagopus muta (Montin, 1781) – Lagopède alpin
- Lagopus lagopus (Linnaeus, 1758) – Lagopède des saules
- Lagopus scotica (Latham, 1787) – Lagopède d'Écosse

## Description
Son nom, construit sur une racine grecque (lagos pour lièvre) et une latine (pedis pour pied), peut se traduire en « patte de lièvre ». C'est ce qu'évoque  l'aspect de ses pattes, couvertes de fines plumes.
L'une des particularités notables du lagopède est qu'il change de couleur l'hiver venu, à l'instar du lièvre arctique : il devient blanc pendant la saison froide, pouvant ainsi se camoufler et échapper aux différents prédateurs qui l'entourent.
Au printemps et aux autres moments de l'année à part l'hiver, son plumage demeure d'une couleur brune.

## Divers
Son nom a été donné à l'abri du Lagopède, une des grottes d'Arcy-sur-Cure (Yonne). Cette cavité est notable pour sa richesse paléopalynologique marquant la période magdalénienne.